# Patrick Leahy
Patrick Joseph Leahy (ur. 31 marca 1940 w Montpelier) – amerykański polityk, działacz Partii Demokratycznej, od 1975 do 2023 reprezentował stan Vermont w Senacie Stanów Zjednoczonych. Leahy był jednym z najbardziej znanych i wpływowych demokratów zasiadających w izbie wyższej amerykańskiego Kongresu (był m.in. przewodniczącym Senackiej Komisji Sądowniczej i ds. Rolnictwa i Leśnictwa). Pierwszy w historii senator Stanów Zjednoczonych ze stanu Vermont, należący do Partii Demokratycznej. W latach 2012–2015 oraz 2021-2023 Przewodniczący pro tempore Senatu Stanów Zjednoczonych.

## Życiorys

### Przed wyborem na senatora
Urodził się w stolicy Vermontu, Montpelier. Jego ojciec, Howard Francis Leahy, był drukarzem pochodzenia irlandzkiego. Matka zaś, Alba Zambon Leahy, wywodziła się z rodziny o włoskich korzeniach. W 1961 Patrick Leahy ukończył Saint Michael’s College w Winooski (Vermont). Studia kontynuował na Georgetown University (prawo, ukończone w 1964). W tym samym 1964 przyjęto go do palestry, dzięki czemu mógł rozpocząć swoją praktykę w Burlington.
Jego pierwszym publicznym stanowiskiem (i jedynym przed wyborem do Senatu) była funkcja prokuratora okręgowego Chittenden County (1966–1974).

### Senator Stanów Zjednoczonych
Jakkolwiek Vermont był niemal od zawsze zdominowany pod względem politycznym przez liberałów, to jednak przez ogromnie długi czas pozostawał bastionem Partii Republikańskiej, która systematycznie ewoluowała na prawo. Był to jeden z zaledwie dwóch stanów, w których wygrał wybory w 1936 Alf Landon, przeciwko urzędującemu prezydentowi-demokracie Franklinowi D. Rooseveltowi.
Kiedy więc, po rezygnacji z ubiegania się o ponowny wybór wieloletniego senatora, liberalnego republikanina George’a Aikena, Leahy zgłosił swoją kandydaturę na wakujące miejsce, byłby pierwszym w ogóle wybranym demokratą do Senatu z Vermontu, gdyby mu się powiodło. Był to jednak wyraźny rok demokratów w całym kraju, po ciosie, jaki zadała republikanom Afera Watergate, więc zdobył miejsce w Senacie. Wybierano go ponownie w 1980, 1986, 1992, 1998, 2004, 2010, 2016.

#### Działalność w komisjach
Kiedy demokraci odzyskali w 1987 roku większość w Senacie nowym przewodniczącym tamtejszej komisji ds. rolnictwa i leśnictwa (zajmowanej kiedyś notabene przez Aikena) został desygnowany Leahy. To stanowisko piastował aż do ponownej utraty większości w 1995.
Kiedy demokraci odzyskali ponownie większość w czerwcu 2001, po przejściu na ich stronę senackiego kolegi Leahy’ego z Vermontu, Jima Jeffordsa, Leahy objął funkcję przewodniczącego senackiej komisji sądownictwa, którą piastował przez cały okres owej większości, czyli stycznia 2003.
Obecnie jest najwyższym rangą demokratycznym członkiem komitetów ds. sądownictwa, rolnictwa. Zasiada też w Senate Appropriations Committee.

### Cel ataku terrorystycznego
W roku 2001 przewodniczący komisji sądowniczej Leahy był jednym z dwóch senatorów, obok lidera demokratycznej większości Toma Daschle’a z Dakoty Południowej, do których został wysłany list z proszkiem zawierającym bakterie wąglika. Obu senatorom nic się nie stało, gdyż list został wpierw otworzony przez pracowników ich biura.

### Kwestia swobód obywatelskich
Leahy, mimo zdecydowanie liberalnej postawy w kwestiach politycznych, był, z racji swej funkcji w komisji sądownictwa, jednym z autorów kontrowersyjnego USA PATRIOT Act, który pozwalał rządowi federalnemu na prowadzenie daleko idącego ograniczenia wolności i swobód osobistych amerykanów w ramach „wojny z terrorem”. Ustawa została uchwalona praktycznie jednogłośnie. Wielu potem krytykowało ją jako nie tylko nieskuteczną, ale też ograniczającą bezpodstawnie owe swobody. Leahy był jednym z owych krytyków i głosujących przeciwko jej reautoryzacji.
W opinii wielu nie należy uważać senatora, mimo prac nad ustawą, za wroga swobód obywatelskich czy zwolennika ich ograniczenia. Senator Leahy uchodzi za jednego z największych zwolenników idei poszanowania prywatności obywateli w Kongresie. Został z tego tytułu uhonorowany Champion of Freedom Award w 2004.

## Poglądy polityczne
Popiera prawo kobiet do przerywania ciąży, ale z pewnymi ograniczeniami. Sprzeciwia się jakiejkolwiek dyskryminacji osób przez wzgląd na ich orientację seksualną. Uchodzi za adwokata spraw emerytów i ludzi starszych w Senacie; sprzeciwia się prywatyzacji systemu ubezpieczeń społecznych. Sprzeciwia się instytucji kary śmierci oraz nieograniczonemu prawu do posiadania broni palnej, choć w tym ostatnim wypadku zajmuje bardziej umiarkowane stanowisko niż niektórzy jego koledzy partyjni Od początku nie popierał interwencji w Iraku
Mimo liberalnych poglądów Leahy w 2005 roku poparł nominację Johna Glovera Robertsa na prezesa Sądu Najwyższego Stanów Zjednoczonych. Głosował natomiast przeciwko nominacji do tego sądu Samuela Alito.

## Życie prywatne
W 1962 ożenił się z Marcelle Pomerleau. Państwo Leahy mają troje dzieci: dwóch synów Kevina i Marka, oraz córkę Alicię Jackson. Senator Leahy poza obowiązkami senatora, znany jest też jako fotograf amator. Jest też wielkim fanem komiksów o Batmanie. Użyczył m.in. swego głosu w jednym z odcinków serii animowanej. Występował też gościnnie, w rolach epizodycznych, w filmach Batman i Robin oraz Mroczny Rycerz.

## Odznaczenia
- Oficer Orderu Imperium Brytyjskiego (Wielka Brytania, 2023)[1]